# Gelee

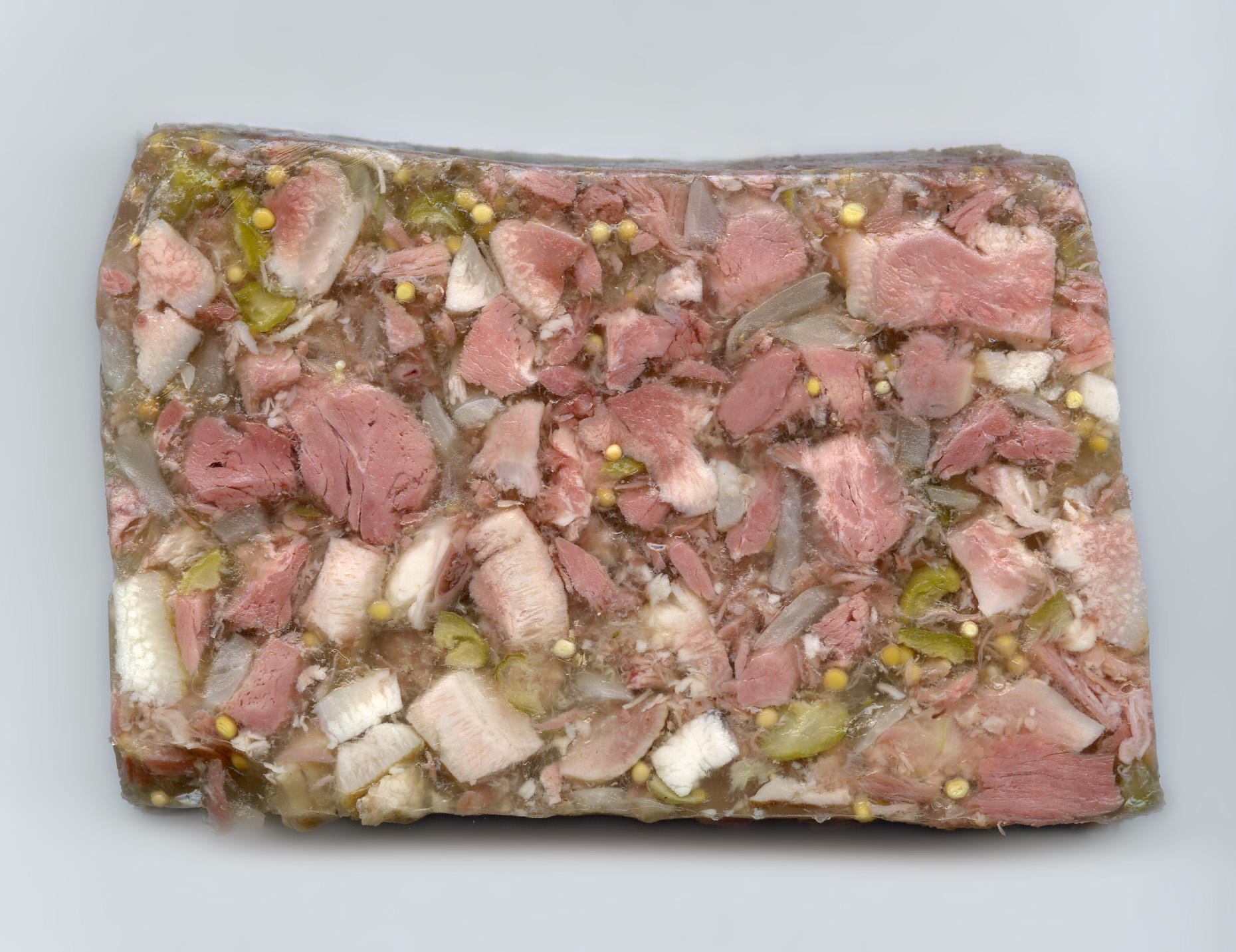
Schweinskopfsülze

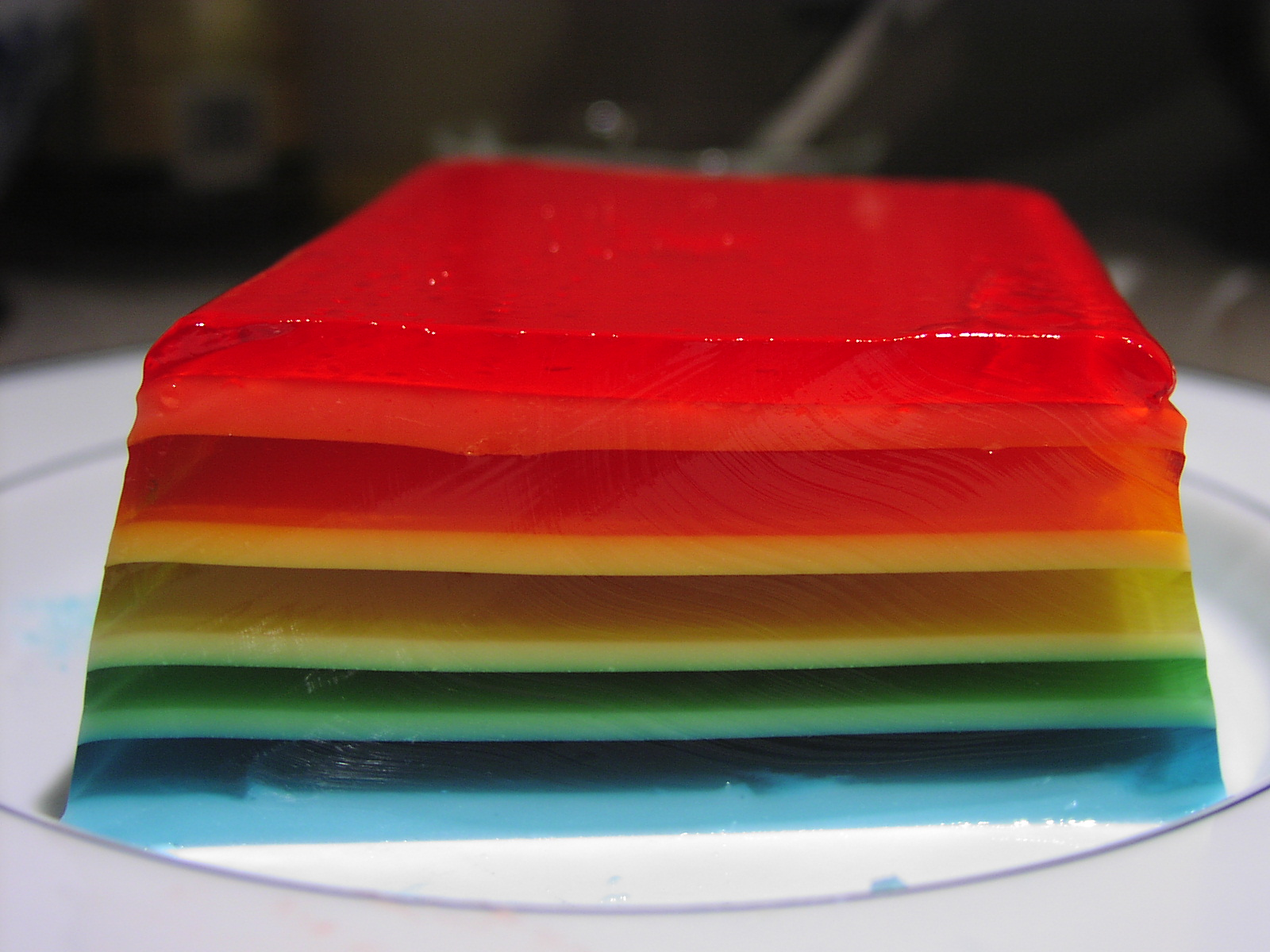
Mehrere farbige Gelee-Schichten als Süßspeise

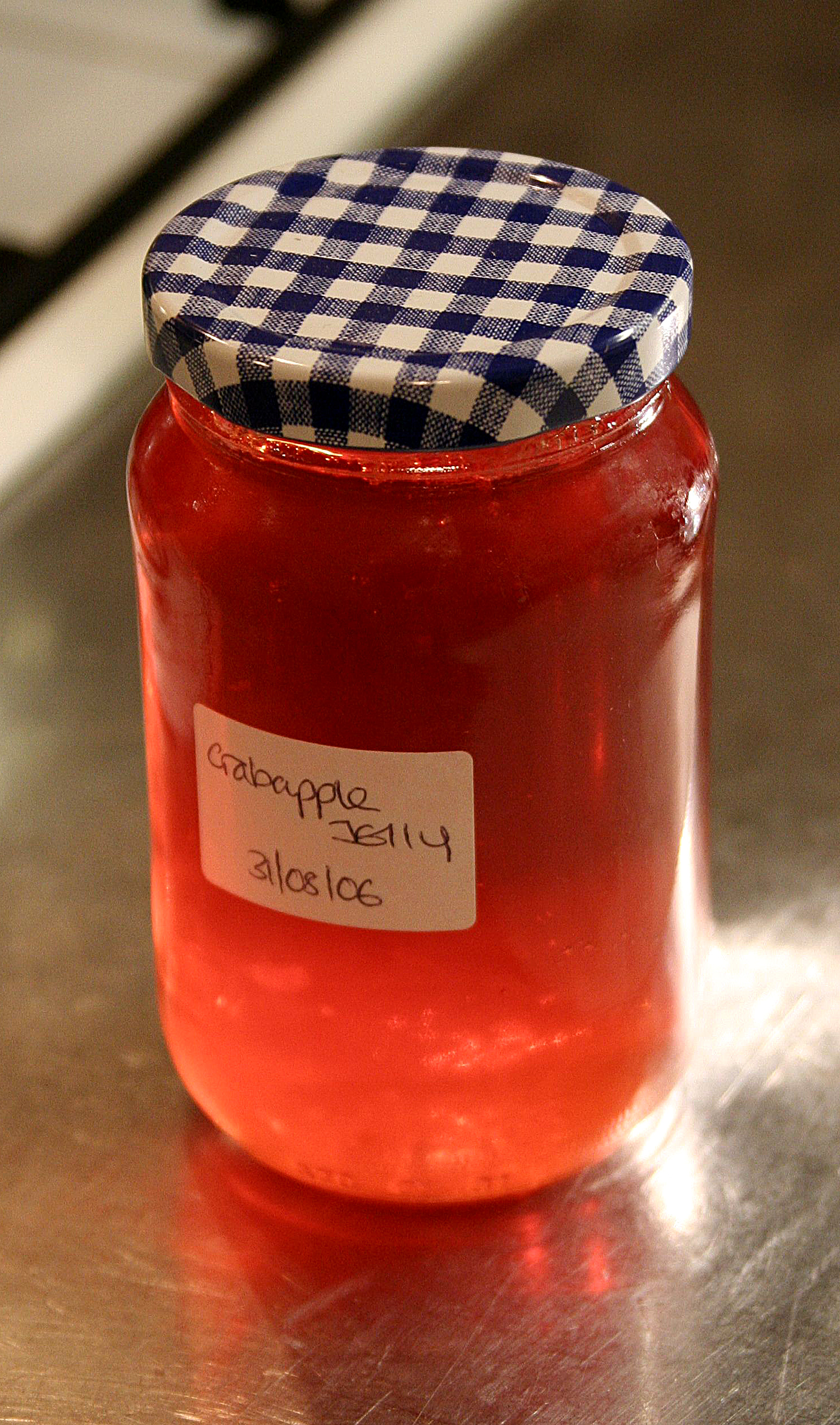
Gelee als Brotaufstrich

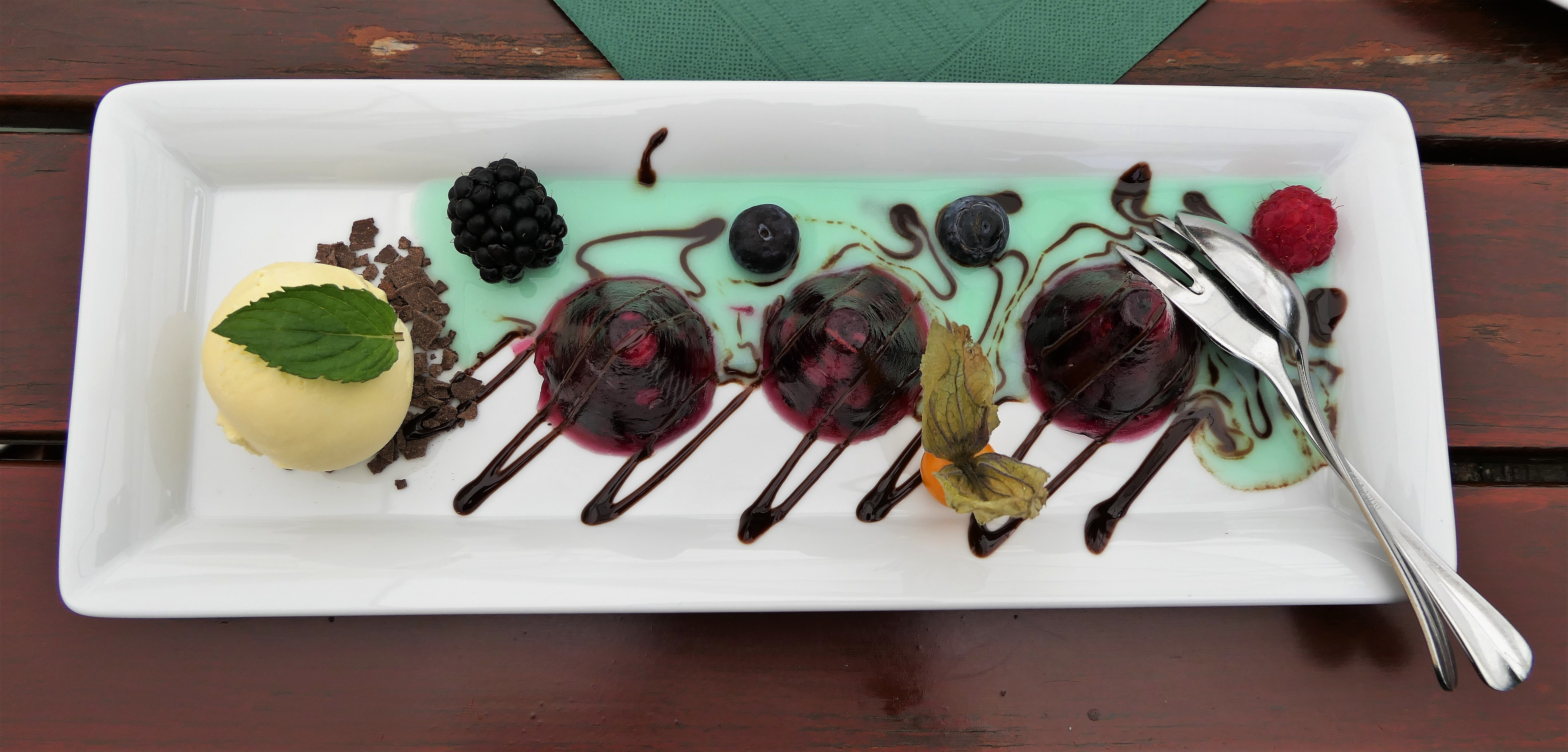
Waldbeeren in Weingelee als Dessert

Gelee (vom französischen gelée entlehnt und zurückgehend auf das lateinische gelare für „gefrieren“ oder „zum Erstarren bringen“, auch Gallert und Glibber) oder Sulz genannt, bezeichnet Lebensmittel mit gallertartiger Konsistenz, die verschieden hergestellt sein können. Fleischgelee aus Fleischbrühe (Aspik) wird zum Beispiel für Sülzen, zum Überglänzen und zur Saucenbindung verwendet, Fruchtgelee aus Fruchtsaft für Konfitüren und Süßspeisen. Chemisch gesehen handelt es sich bei diesen Substanzen um Gele. Lebensmittelrechtlich werden Gelees aus wässrigen Auszügen von Früchten oder eingedicktem Fruchtsaft als Gelee einfach (Obstsaftanteil von mindestens 35 %) oder Gelee extra (Obstsaftanteil von mindestens 45 %) bezeichnet.

## Herstellung
Die Bildung oder Herstellung von Gelee wird Gelieren oder Gelierung genannt. In der Chemie nennt man ebenfalls die Herstellung von Gelen Gelieren.
Für Gelees zu salzigen Gerichten werden traditionell einer Fleischbrühe Kalbsfüße beigegeben und ausgekocht. Bei Fischgerichten erfüllen Gräten im Fischfond den gleichen Zweck. Eine langsam gekochte und hinreichend konzentrierte Hühnerbrühe geliert ohne weitere Hilfsmittel. Um ein klares Gelee zu erhalten, muss die Brühe entfettet werden. Bei diesen Verfahren ist die in der Knochensubstanz enthaltene Gelatine für das Gelieren verantwortlich.
Süße Gelees werden meist mit Fruchtsaft oder einem wässrigen Auszug von Früchten durch Einkochen mit Zucker hergestellt. Übliche Zusätze sind Pektin und Weinsäure oder Milchsäure. Es wird im offenen Kessel oder in Vakuumprozessanlage bis zu einem Wassergehalt von ca. 42 % gekocht.
Für Endverbraucher gibt es vorgefertigte Mischungen von Pektin und Zucker als Gelierzucker. Manche Früchte, zum Beispiel Äpfel, enthalten bereits ausreichende Mengen natürlicher Pektine, die beim Aufkochen mit Zucker und ggf. Säure (Zitrone) das Gelieren bewirken. Auch die Schalen von Zitrusfrüchten sind eine natürliche Pektin-Quelle. Geless sind beliebt als Desserts (z. B. Götterspeise), auf Kuchen und Torten (Tortenguss), oder als Brotaufstrich.

## Gelierhilfsmittel
In der Kochkunst und Lebensmittelindustrie verwendete Geliermittel werden aus Vielfachzuckern oder pflanzlichen wie tierischen Eiweißen hergestellt.
Industriell wird Gelatine aus Schlachtabfällen hergestellt und in reiner Form als Blattgelatine oder gemahlen angeboten. Sie ist geschmacksneutral und kann daher salzigen und süßen Gerichten zugegeben werden. Tortenguss oder Gummibonbons basieren im Regelfall auf Gelatine und sind damit nicht vegetarisch, in vielen Fällen auch nicht koscher oder halāl, da unter anderem die Haut und Knochen von Schweinen verwendet werden.
Gelierzucker ist mit Pektin angereichert und ermöglicht es, pektinarme Früchte ohne weitere Zugaben zu Konfitüren und Fruchtgelees zu verarbeiten. Darüber hinaus gibt es auch reines Pektin, z. B. in flüssiger Form, das man den Lebensmitteln beigeben kann.
Auch Zucker und Stärkemehl (Kartoffelstärke, Weizenstärke, Maisstärke u. a.) erzeugen einen versteifenden Klebeeffekt. Handelsübliche Gelees enthalten des Weiteren oft neben Zucker auch Glukose- und Fruktosesirup sowie Zitronensäure als Gelierhilfe.
Das aus Algen gewonnene Agar wird als starkes, geschmacksneutrales Geliermittel in der Lebensmittelindustrie und als vegane (und damit auch vegetarische) Alternative zu Gelatine verwendet. Das gilt auch für das aus Rotalgen gewonnene Carrageen.

## Aufschlaghilfsmittel
Grundsätzlich können alle Gerichte mit genügend Gelierhilfsmitteln so ähnlich wie Schlagsahne aufgeschlagen werden. Dies ermöglichen die darin enthaltenen Proteine. Im erstarrten Zustand, also wenn der chemische Vorgang bereits abgeschlossen ist, ist dies nicht mehr möglich. Diese Möglichkeiten waren bis zum Aufkommen der Molekulargastronomie fast nur Lebensmittelchemikern bekannt.

## Lebensmittelchemie
Das Besondere an Gelees ist ihre außerordentliche Fähigkeit, Wasser in Makromolekülen einzufangen und damit zu „verfestigen“, wenn die Mischung aus Wasser und Geliermittel abkühlt. Mit einem Blatt Gelatine (etwa zwei Gramm) lassen sich mehrere Deziliter Wasser binden. Dieser Prozess ist umkehrbar, wenn das Gelee erwärmt wird. Bei den in der Küche verwendeten Gelbildnern liegt diese Temperatur bei etwa 30 °C, das Gelee schmilzt also im Mund und gibt dabei die enthaltenen Aromastoffe frei. 
Gelatine, das wichtigste Geliermittel beim Kochen, wird aus dem Kollagen der Muskelfasern und Knochen von Tieren gewonnen. Dabei werden die Kollagenmoleküle, die zähe Fibrillen (Bindegewebe) bilden, durch Kochen, Säure- oder Baseneinwirkung abgespalten und gelöst. Beim langsamen Abkühlen der Lösung verbinden sich die Kollagenmoleküle zu langen, verknäulten Ketten, die große Mengen von Wassermolekülen an sich binden – das Gelee erstarrt. Durch zu schnelles Abkühlen oder Bewegung kann der Prozess gestört werden und das Gelee bleibt mehr oder weniger flüssig.
Pektin ist die Grundlage für Fruchtgelees. Es ist in vielen Früchten, besonders in Äpfeln, enthalten. Um es aus den Zellwänden zu lösen, werden pektinreiche Früchte mit Zucker gekocht. Der Zucker entzieht den Zellen Wasser, wobei ihre Wände zerstört und das Pektin leichter freigesetzt werden kann. Ist genug Zucker in der Lösung vorhanden, bindet das freiwerdende Wasser an den Zucker – die Pektinmoleküle können nur noch miteinander reagieren und nicht mehr mit dem Wasser. Damit sie sich beim Abkühlen zu einem Gerüst verbinden, in dem das Wasser „eingesperrt“ wird, müssen sie allerdings in ausreichender Konzentration vorliegen und die Lösung muss sauer sein, da die Pektinmoleküle sich sonst (durch Ionisierung) gegenseitig abstoßen. Der ideale pH-Wert liegt bei 3,3.

## Andere Anwendungen
Jenseits der Kochkunst werden Geliermittel wie Gelatine und andere wegen ihres Vermögens große Wassermengen bzw. wässrige Lösungen zu speichern, und wegen ihrer Haftfähigkeit vielseitig und zunehmend verwendet – von Knochenleim über Fotoemulsion bis zu Windeln. In diesen technischen Zusammenhängen spricht man von Gel statt von Gelee.
In der Kosmetik und in der Pharmazie werden auch solche Gelees eingesetzt.